# 謝爾曼鎮區 (密西根州格拉德溫縣)
謝爾曼鎮區（英語：Sherman Township）是位於美國密歇根州格拉德溫縣的一個行政鎮區。

## 地方資料
謝爾曼鎮區的面積為91.53平方千米，當中陸地面積為90.31平方千米，而水域面積為1.22平方千米。根據2020年美國人口普查的數據，當地共有人口1001人，而人口密度為每平方千米10.94人。